# Casey Simpson
Casey Simpson (Los Angeles, Verenigde Staten, 6 april 2004) is een acteur bekend van Nicky, Ricky, Dicky & Dawn.

## Filmografie
- Five (televisiefilm), 2011
- The Goldbergs (televisiefilm), 2014[3]
- Nicky, Ricky, Dicky & Dawn (televisieserie), 2014–2018[4]
- The Thundermans (televisieserie), 2015
- Escape from Mr. Lemoncello's Library (televisiefilm), 2017
- Just Add Magic Mystery City (televisieserie), 2020